# Chíllar
La rivière Chíllar est un fleuve méditerranéen de la province de Malaga, en Andalousie.

## Géographie
La longueur de son cours d'eau est de 17 km. La superficie de son bassin est de 75 km2. La moyenne de son débit annuel est de 0,24 m3/s. L'altitude de sa source est à 1 200 mètres.